# Rhopalophthalmus phyllodus
Rhopalophthalmus phyllodus är en kräftdjursart som beskrevs av Murano 1986. Rhopalophthalmus phyllodus ingår i släktet Rhopalophthalmus och familjen Mysidae. Inga underarter finns listade i Catalogue of Life.